# 김성근 (연출가)
김성근(1969년 ~ )은 KBS 드라마본부의 프로듀서(PD)이다. 1994년 KBS 드라마본부 프로듀서로 데뷔하였고 인생이여 고마워요, 현재는 아름다워 등을 대거 연출하였다.

## 경력
- KBS 드라마본부 PD
- KBS TV제작본부 드라마운영팀장

## 드라마
| 연도 | 방송사 | 제목                           | 역할         | 비고                    |
| ---- | ------ | ------------------------------ | ------------ | ----------------------- |
| 2001 | KBS2   | 명성황후                       | 공동연출     |                         |
| 2002 | KBS2   | 드라마시티 - 아주 특별한 동행  | 연출         |                         |
| 2002 | KBS1   | 당신 옆이 좋아                 | 연출         |                         |
| 2003 | KBS2   | 드라마시티 - 빌보드 키드, 수자 | 연출         |                         |
| 2003 | KBS2   | 드라마시티 - 오줌장군          | 연출         |                         |
| 2003 | KBS1   | 무인시대                       | 공동연출     |                         |
| 2006 | KBS2   | 인생이여 고마워요              | 연출         |                         |
| 2008 | KBS1   | 대왕 세종                      | 공동연출     |                         |
| 2009 | KBS1   | 다 함께 차차차                 | 공동연출     |                         |
| 2012 | KBS2   | 넝쿨째 굴러온 당신             | 책임프로듀서 |                         |
| 2012 | KBS2   | 사랑아 사랑아                  | 책임프로듀서 |                         |
| 2012 | KBS2   | 전우치                         | 책임프로듀서 | 곽기원 팀장과 공동 기획 |
| 2013 | KBS2   | 삼생이                         | 책임프로듀서 |                         |
| 2022 | KBS2   | 현재는 아름다워                | 연출         |                         |
| 2023 | KBS1   | 우당탕탕 패밀리                | 연출         |                         |
| 2024 | KBS1   | 결혼하자 맹꽁아!               | 연출         |                         |

## 참고 사항
- 본인이 조연출로 참여한 작품 중의 하나인 KBS 2TV 장녹수[2] 조연출 중의 한 명이었던 정성효 PD의 전 연출작인 KBS 2TV 꼭지와 김성근 PD가 조연출로 참여한 드라마 중에 속한[3]  KBS 1TV 왕과 비는 지나친 폭력묘사 탓인지 방송위원회로부터 제재를 받았으며[4] 장녹수에서 연산군 역으로 나온 유동근이 이방원 역으로 출연했던 KBS 1TV 용의 눈물은 당초 장녹수 왕과 비 집필자 정하연 작가가 집필자로 낙점됐지만[5]  스스로 포기했는데 꼭지 왕과 비가 그랬던 것[6]처럼 비공영적인 방송태도(칼로 배를 찔러 관통시키는 등 가족시청시간대에 지나친 충격을 줌) 탓인지 방송위원회(현 방송통신심의위원회)로부터 '주의' 조치를 받았다.[7]

## 같이 보기
- 넝쿨째 굴러온 당신